# فينيرا 1
في 12 فبراير 1961، 0:34:36 بالتوقيت العالمي، أطلق أول مسبار إلى كوكب الزهرة وكان أول مسبار مستكشف للكواكب وقد أطلق من قبل الاتحاد السوفياتي. وصل وزن فينيرا 1 إلى 643.5 كيلو غرام. يتألف من جسم إسطواني بقطر 1،05 متر يبلغ 2،035 مترا. يمتد لوحين شمسيين من الإسطوانة، فرض البنك من البطاريات الفضة والزنك. يوجد هوائي بارتفاع 2 متر على شكل قطع مكافئ لإرسال البيانات إلى الأرض من كوكب الزهرة بتردد 922،8 ميغاهرتز.
وقد تم تجهيز المسبار بأجهزة علمية بما في ذلك مقياس المغناطيسية معلق بذراع الهوائي، إضافة لجهازين من مصائد الأيونات والغرض منها قياس سرعة الرياح الشمسية، وكاشفات للنيازك الصغيرة، وعداد غايغر لاكتشاف الإشعاعات المؤيَّنة، مثل أشعة غاما والأشعة السينية وكذلك الإلكترونات السريعة ولقياس أشعة ألفا.
نجح فينيرا 1 في تأكيد وجود الرياح الشمسية وأكد على وجود البلازما. في 19 مايو 1961 مر فينيرا 1 على ارتفاع 100000 كم فوق الزهرة لكنه دخل في مدار حول الشمس. وفقدت الإشارة منه على الرغم من استقبال إشارات ضعيفة في يونيو. ويعتقد المهندسون السوفييت أن سبب الفشل بسبب ارتفاع حرارة حساس تحديد الشمس.